# Historia de Hong Kong colonial
La historia de Hong Kong colonial se inicia en el siglo XIX cuando los británicos, neerlandeses, franceses, indios y estadounidenses vieron a China como el mayor mercado mundial aún sin explotar. El Imperio británico lanzó su primera y una de las más agresivas fuerzas expedicionarias para reclamar el territorio por iniciativa de la reina Victoria en 1840, quien tres años antes se convirtió en monarca del Reino Unido de Gran Bretaña e Irlanda. El territorio que más tarde sería conocido como Hong Kong fue obtenido de la última dinastía de la China imperial.
En unas pocas décadas, Hong Kong fue transformado de un terreno montañoso y rocoso no desarrollado a un importante centro para el comercio mundial. A través de las Guerras del Opio y de una serie de tratados, los británicos pudieron reclamar legítimamente el territorio hasta 1997. En un principio, existieron problemas sociales y económicos en la colonia, dado que había drásticas diferencias entre la filosofía y cultura oriental y occidental; sin embargo, Hong Kong aprovechó la oportunidad para convertirse en uno de los primeros lugares de Asia del Este en ser industrializado y modernizado.

## Establecimientos territoriales

### Inicio del comercio

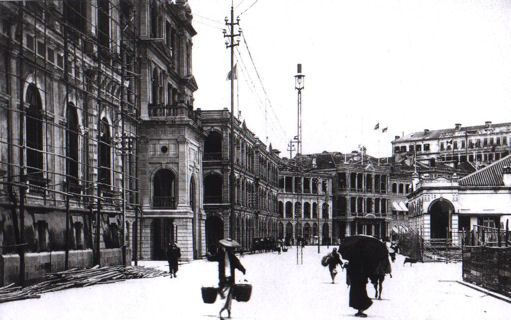
Calles de Hong Kong en 1865.

Para fines del siglo XVIII, el Imperio británico estaba bien asentado en cuanto al comercio y conquista alrededor del mundo. China era el principal proveedor de té para los británicos, cuyo consumo doméstico ascendía a 30 millones de libras en 1830, con un promedio de 2 libras de hojas consumidas por cada súbdito.
Desde el punto de vista económico del Reino Unido, el té chino fue un producto crucial, ya que proveía de riqueza masiva para los taipans (extranjeros, es decir, británicos u hombres de negocios en China) y el impuesto sobre el té significaba el 10% del ingreso gubernamental.
Los diplomáticos británicos nunca estuvieron en favor de rendir pleitesía al Emperador de China. Muchos lo vieron como una persecución religiosa y hubieran preferido ser tratado como iguales, aunque los miembros de la dinastía Qing consideraron a los enviados británicos como extranjeros incivilizados que se encontraban allí estrictamente por el té, seda y otros productos del Lejano Oriente. En esa época, la estructura social china, gracias a la filosofía confuciana, clasificaba a los comerciantes relativamente bajo (por debajo de los agricultores, aunque por encima de los esclavos), dado que eran considerados como ciudadanos que solo se enriquecían a sí mismos.
Algunos de los primeros artículos vendidos a China a cambio de te fueron relojes y cajas de música británica; sin embargo, estos productos no fueron suficientes para compensar el balance comercial negativo debido a las masivas cantidades de te exportado. China desarrolló una fuerte demanda de plata. Después de la conquista territorial de Bengala que tuvo lugar en India en 1757, los británicos tuvieron acceso al opio. 
En Bengala existía un gran déficit fiscal, por lo que la exportación de opio fue utilizada por el gobierno para aumentar la recaudación tributaria, aunque al precio de crear una nueva adicción. Lin Hse Tsu fue el comisionado chino que escribió una carta a la reina Victoria en 1839 con una postura en contra de la aceptación del comercio de opio. Así, confiscó más de 20.000 cajas de opio que ya se encontraban en el puerto y supervisó su destrucción.

### Enfrentamiento

El Reino Unido adquirió la isla de Hong Kong en 1842, la península de Kowloon en 1860 y arrendó los Nuevos Territorios en 1898.

La reina Victoria consideró la destrucción de los productos británicos como un insulto y envió la primera fuerza expedicionaria para defender los "antiguos derechos de comercio" de Gran Bretaña. La primera guerra del Opio (1839-1842) se inició a manos del capitán Charles Elliot de la Marina Real Británica y del capitán Anthony Blaxland Stransham de los Marines Reales. 
Tras una serie de derrotas chinas, la isla de Hong Kong fue ocupada por los británicos el 20 de enero de 1841. Edward Belcher, a bordo del HMS Sulphur, llegó a Hong Kong el 25 de enero de 1841. Todavía existe la Possession Street que conmemora el evento, aunque su nombre en chino es 水坑口街 ("Calle Boca de la zanja").
El comodoro Gordon Bremer izó la bandera del Reino Unido y reclamó Hong Kong como colonia el 26 de enero de 1841. Se erigieron almacenes navales allí en abril de 1841. En un primer momento, la isla fue usada por los británicos como un puesto de parada durante la guerra y mientras la Compañía Británica de las Indias Orientales pretendía establecer una base permanente en la isla de Zhoushan, Elliot se encargó de reclamar para sí la isla de forma permanente. La autoridad ostensible para la ocupación fue negociada entre el capitán Eliot y el gobernador de la provincia de Cantón. La Convención de Chuenpee fue firmada, pero no había sido reconocido por la corta de la Dinastía Qing en Pekín. Posteriormente, la isla de Hong Kong fue cedida a Gran Bretaña en 1842 por el Tratado de Nankín, en cuyo punto el territorio se convirtió en una colonia de la Corona.
La primera guerra del Opio se libró con el supuesto objetivo de liberalizar el comercio con China. Con una base en Hong Kong, los comerciantes británicos y traficantes de opio utilizaron la ciudad que se convertiría en el nexo de 'comercio libre' con Oriente. Los comerciantes de opio estadounidenses y banqueros comerciantes, tales como las familias Russell, Perkins y Forbes se unirían rápidamente al comercio. Al Reino Unido se le concedió un arrendamiento perpetuo de la península de Kowloon por medio de la Convención de Pekín de 1860, que puso fin formalmente a las hostilidades en la segunda guerra del Opio (1856-1858).
En 1898, a los británicos les preocupaba que Hong Kong no pudiera ser defendida a menos que los alrededores también estuvieran bajo el dominio británico. En respuesta, el arrendamiento de 99 años extendido en la Segunda Convención de Pekín fue redactada y ejecutada, expandiendo significativamente el tamaño de Hong Kong por medio de la adición de los Nuevos Territorios. El contrato de arrendamiento fue fijado para que expirara en la medianoche del 30 de junio de 1997.

## Demografía

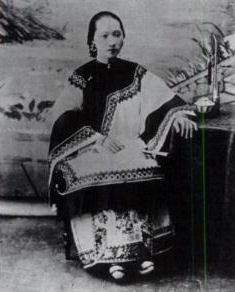
Mujer con vestimenta tradicional, 1890.

### Población
Cuando la bandera del Reino Unido fue izada en el Punto de Posesión el 26 de enero de 1841, la población de la isla de Hong Kong ascendía a unas 7.450 personas, en su mayor parte pescadores tankas y quemadores de carbón hakkas que habitaban en varias aldeas costeras.
En los años 1850, grandes cantidades de chinos emigraron de China a Hong Kong debido a la Rebelión Taiping. Otros eventos, tales como inundaciones, tifones y hambrunas en China continental, también desempeñaron un rol en la fundación de Hong Kong como un lugar para escapar de los estragos.
Según el censo de 1865, Hong Kong tenía una población de 125.504 personas, de las cuales 2.000 eran estadounidenses o europeos. En 1914, a pesar de un éxodo de 60.000 chinos que temían un ataque a la colonia durante la Primera Guerra Mundial, la población de Hong Kong continuó aumentando de 530.000 en 1916 a 725.000 en 1925 y 1,6 millones en 1941.

### Segregación
El establecimiento de la zona franca convirtió a Hong Kong en un centro comercial de importancia que desde un comienzo atrajo tanto a gente de China como de Europa. La sociedad siguió siendo polarizada y segregada racialmente debido a las políticas coloniales y actitudes británicas. A pesar del aumento de una clase alta china educada en el Reino Unido para fines del siglo XIX, las leyes raciales, tales como la Peak Reservation Ordinance impidieron a los chinos vivir en zonas elitistas como la Cumbre Victoria. Políticamente, la población de mayoría china tuvo poca o ninguna influencia oficial en el gobierno a lo largo de los primeros años; sin embargo, hubo un pequeño número de líderes chinos en quienes confiaban los gobernadores británicos, incluyendo a Kai Ho y Robert Hotung. Aceptaron su lugar en la jerarquía de Hong Kong y sirvió como comunicadores y mediadores principales entre el gobierno y la población china. Sir Kai Ho fue un miembro no oficial de la Asamblea Legislativa de Hong Kong. Robert Hotung quería que los ciudadanos chinos reconocieran a Hong Kong como su nuevo hogar tras la caída de la última dinastía de China en 1911. Siendo un millonario con influencia financiera, enfatizó que nadie era puramente indígena.